# ماته توماش کوچ
ماته توماش کوچ (مجاری: Máté Tamás Koch؛ زادهٔ ۱۸ ژوئیهٔ ۱۹۹۹) شمشیرباز اهل مجارستان است.